# شيرا هاس
شيرا هاس (مواليد 11 مايو 1995) هي ممثلة إسرائيلية حصلت على جائزة أوفير مرتين وأشتهرت دولياً لدورها في مسلسل هاربة من الماضي الذي عرض على منصة نتفليكس.

## روابط خارجية
- شيرا هاس على موقع IMDb (الإنجليزية)
- شيرا هاس على موقع ميتاكريتيك (الإنجليزية)
- شيرا هاس على موقع روتن توميتوز (الإنجليزية)
- شيرا هاس على موقع ألو سيني (الفرنسية)
- شيرا هاس على موقع أول موفي (الإنجليزية)
- شيرا هاس على موقع قاعدة بيانات الفيلم (الإنجليزية)
- شيرا هاس على موقع كينوبويسك (الروسية)